# 方守恩
方守恩（1961年12月—），男，籍贯浙江慈溪，生于上海，中华人民共和国学者、政治人物，2017年7月至2025年4月任同济大学党委书记。

## 荣誉

### 外国勋章奖章
- 意大利之星指挥官勋章（義大利語：Ordine della Stella d'Italia）（意大利，2014年2月20日公布[3]，2015年6月2日于上海颁发[4]）